# Англо-французская блокада Рио-де-ла-Платы
Англо-французская блокада Рио-де-ла-Платы — военная и экономическая акция властей Великобритании и Франции против Аргентинской конфедерации во время Гражданской войны в Уругвае. В аргентинской историографии также используется термин Война на Паране. Блокада была начата в 1845 году, с целью поддержки сил «колорадос» в междоусобной войне с проаргентинскими «бланкос». Росас вёл протекционистскую политику для улучшения состояния слабой аргентинской экономики. Для открытия навигации по рекам Ла-Плата, Уругвай и Парана англо-французский военно-морской флот вторгся во внутренние воды Аргентины. В конечном счёте и Лондон и Париж уступили, подписав двусторонние соглашения в 1849 году (Великобритания) и 1850 году (Франция), признав аргентинский суверенитет по его рекам.

## Предыстория
Росас решил овладеть и соседней республикой Уругвай (называемый аргентинцами Banda Oriental — восточный берег) и, произведя набег, 1 апреля 1843 года осадил её столицу Монтевидео, разбив предварительно её войска. Этими действиями каудильо дал понять, что не собирается признавать независимость Уругвая. Жестокости Росаса заставили иностранцев, живших в Монтевидео и поощряемых английскими официальными лицами, воспротивиться его входу в город. Началась 9-летняя осада с суши войсками Орибе и блокада с моря аргентинской эскадрой. Последней руководил адмирал Уильям (Гильермо) Браун. Английские и французские торговые интересы страдали, вследствие чего правительства этих стран потребовали от Росаса отвести свои войска, но получили отказ.
Для ускорения захвата города в Уругвай была направлена 3-тысячная армия Уркисы. Тогда, в августе 1845 года, англичане захватили отряд судов Брауна и передали его жителям Монтевидео. Отступив от столицы Уругвая, Росас занял реку Парану, запретил по ней свободное плавание и сосредоточил свои силы в Вуэльта-де-Облигадо, в 6 милях ниже Росарио.

## Боевые действия
Главнокомандующие английскими и французскими силами контр-адмиралы Инглфилд и Ленэ приняли решение открыть навигацию по реке силой. Предварительно небольшой отряд поднялся до Пайсанду по реке Уругвай, для защиты интересов иностранцев, под началом английского коммодора Салливана. Эта экспедиция интересна тем, что в ней принимала участие флотилия Монтевидео, под началом знаменитого Джузеппе Гарибальди, состоявшего на службе Уругвая. По-видимому, в дальнейшем Инглфилд действовал вне рамок полученных инструкций своего правительства.
Международный отряд, предназначенный для действий на реке Паране, состоял из 2 английских и 1 французского колесных пароходов и 4 английских и 3 французских небольших парусных судов, малая осадка которых позволяла войти в реку. Артиллерия этого отряда была слаба, и у английских судов был весьма ограниченный боевой запас. Кроме команд, на суда был взят десантный отряд в 600 человек.
Росас протянул поперек реки у Вуэльта-де-Облигадо цепной бон на небольших судах, построил на правом берегу 4 батареи, у левого же берега стали 1 шхуна с 6 орудиями и 2 канонерские лодки. Против середины реки, имеющей здесь около ½ мили ширины, были изготовлены 12 брандеров. Эту позицию занимали 3500 солдат.
8 ноября союзная экспедиция вышла с острова Мартин-Гарсия и 18 стала на якорь в 2 милях ниже Вуэльта-де-Облигадо. Командующий английскими судами Салливан лично произвел ночью промер на шлюпках под самыми батареями Росаса. 20 ноября, утром, он с 2 английскими и 2 французскими парусными судами стал подниматься вдоль правого берега, а командующий французскими судами капитан Треуар (фр. Tréhouart), тоже с 2 английскими и 2 французскими судами, поднимался вдоль левого берега; подойдя к батареям Росаса, союзники открыли по ним огонь. Батареи отвечали жестоким огнём, сильно повредившим атакующие суда. Через 2 часа после начала боя, у брига San Martin, флагманского судна Треуара, сильно подбитого, лопнул якорный канат и его понесло вниз по течению. В то же время на аргентинской шхуне, стоявшей у правого берега, произошел взрыв. Этим воспользовался Готам, который с тремя пароходами, преодолев препятствия и прорвав заграждения, овладел батареями правого берега. Сильное течение и слабый ветер мешали парусным судам занимать свои места по диспозиции, а повреждения якорных канатов заставляли некоторые из них дрейфовать под огнём неприятеля и снова занимать свои места.
Три парохода, входившие в состав экспедиции, сперва было решено держать в резерве, пока не будет разведён бон, так как боялись за повреждение их механизмов; но затруднительное положение Треуара вынудило их подойти к нему на помощь. Около полудня аргентинская шхуна, подожжённая своей командой, перебравшейся на берег, взлетела на воздух. Тогда отряд, посланный на шлюпках к бону, несмотря на огонь с батарей, развел его, и тотчас же пароходы, пройдя к батареям № 1, 2 и 3, уже сильно подбитым, высадили десант на берег и заняли эти батареи. Батарея № 4 сдалась на другой день без боя, но Росас с главными силами отступил.
В бою у Вуэльта-де-Облигадо англичане потеряли убитыми 9 и ранеными 27 человек, а французы — убитыми 15 и ранеными 45 человек. Потери аргентинцев неизвестны.
После этого боя союзная флотилия конвоировала по реке коммерческие суда. Тем временем Росас с 2 000 человек занял позицию у Сан-Лоренсо и, установив 12 полевых орудий, снова обстрелял реку. Стало ясно, что коммерческое судоходство по рекам Уругвай и Парана даже под защитой военных кораблей является рискованным делом, поскольку Росас мог в любой момент установить свои батареи на берегу в любом месте реки и обстрелять торговые суда. Ввиду этого все бывшие в реке коммерческие суда, под конвоем военных, было решено вывести из реки. Хотя участники экспедиции и получили награды, но лорд Абердин публично заявил, что Великобритания не имела права заставлять Росаса открыть навигацию по рекам, и возвратил Аргентине взятые при Вуэльта-де-Облигадо пушки с извинениями. Французское правительство отнеслось к этому делу иначе. Треуар был произведен в контр-адмиралы, и его имя, так же, как и имя Вуэльта-де-Облигадо, стали именами французских судов. Взятые им пушки до сих пор хранятся в Париже.

## Итоги
Блокадой европейские державы пытались ослабить Росаса, заставить его отказаться от притязаний на Уругвай и открыть свободное судоходство по рекам. Полное уничтожение режима Росаса не входило в их планы.
В мирном урегулировании с Буэнос-Айресем также были заинтересованы финансовые круги Лондона — братья Бэринг, банкирские сообщества Диксон, Никольсон и Грин. Продолжительные переговоры завершились 24 ноября 1849 года подписанием мирного договора с Англией, на весьма выгодных для Росаса условиях.